# إعصار بولا 1970
إعصار بولا 1970 هو إعصار استوائي مدمر ضرب باكستان الشرقية (بنغلاديش الآن) وبنغال الغربية الهندية في 12 نوفمبر 1970. وهو أعنف الأعاصير الاستوائية التي سجلت على الإطلاق وواحد من الكوارث الطبيعية المميتة في الوقت الحاضر. 500,000 شخص لقوا حتفهم نتيجة ذلك الإعصار الذي غمرت فيضاناته الكثير من الجزر المنخفضة في دلتا نهر الغانج. ويعتبر هذا الإعصار سادس عاصفة مدارية لـ موسم الأعاصير الذي ضرب شمال المحيط الهندي 1970 والموسم الأقوى، حيث بلغت قوته ما يعادل قوة إعصار من الفئة الثالثة.
حدث هذا الإعصار على امتداد خليج البنغال الرئيسي في 8 نوفمبر وانتقل شمالاً ليتكثف مثلما فعل ذلك. وبلغ الإعصار ذروته حيث وصلت سرعة الرياح إلى 185 كم/ساعة (115 ميل/ساعة) في 12 نوفمبر وبلغ اليابسة من شواطئ باكستان الشرقية في هذه الليلة. وقد دمرت العاصفة القوية العديد من شواطئ الجزر وأباد القرى ودمر المحاصيل في جميع أنحاء المنطقة. ففي معظم التأثيرات الشديدة على أوبازيلا وتازومودين لقي ما يزيد عن 45% أي 167.000 من السكان البالغ حتفهم جراء هذه العاصفة.
في حين تعرضت الحكومة الباكستانية بقيادة مجلس القائد فريق أول يحيى خان لانتقادات شديدة اللهجة نتيجة تأخرها في عمليات الإغاثة أعقاب العاصفة، من جانب الزعماء السياسيين المحليين في باكستان الشرقية وفي وسائل الإعلام الدولية. وقد حقق حزب عوامي البنغالي المعارض الفوز بأغلبية ساحقة في المقاطعة واستمرت الاضطرابات بين باكستان الشرقية والحكومة المركزية لإثارة حرب التحرير البنغالية، التي أدت إلى الأعمال الوحشية التنكيلية الواسعة الانتشار والتي اتنهت في نهاية المطاف بإنشاء دولة بنغلاديش. وكانت لهذه العاصفة الفضل إضافة إلى تسببها في نشوب حرب التحرير، في أنها كانت مصدر إلهام لعازف البيتلز السابق جورج هاريسون والمؤلف الموسيقي البنغالي رافي شانكار لتنظيم حفل موسيقي لبنغلاديش، حيث كان الغرض الرئيسي من إيراد الحفل هو جمع أموال للمساعدة، في عام 1971.

## التسلسل الزمني للأرصاد الجوية
انتقلت بقايا العاصفة الاستوائية نورا من المحيط الهادئ، التي ظلت ليومين في بحر الصين الجنوبي غربًا إلى شبه جزيرة ملايو في 5 نوفمبر. وساهمت بقايا هذا النظام في تطوير الانخفاض الجديد في خليج البنغال الرئيسي في صباح يوم 8 نوفمبر. تكثف الاضطراب الذي انتقل ببطء نحو الشمال، بينما صعّدت قسم الأرصاد الجوية الهندية إلى درجة عاصفة إعصارية في اليوم التالي. واستقرت العاصفة في هذه الليلة عند 14.5 درجة شمالاً و87 درجة شرقًا، لكنها بدأت في زيادة سرعتها نحو الشمال في 10 نوفمبر.
وقد اشتدت العاصفة لتصبح إعصاراً قوياً في 11 نوفمبر وبدأ يتجه نحو الشمال الشرقي مع اقترابه من رأس خليج البنغال. وتكونت عين واضحة في العاصفة وبلغت ذروتها في وقت لاحق من ذلك اليوم مع الرياح المستمرة التي بلغت سرعتها 185 كم/ساعة (115 ميل/ساعة) وضغط مركزي 966 باسكال (وحدة)، أي ما يعادل 3 أضعاف الإعصار بـ مقياس إعصار سافير سيمبسون. وشكل هذا الإعصار خط اليابسة في باكستان الشرقية في ليلة 12 نوفمبر، في نفس وقت المد والجزر المحلي تقريبًا. ولمرة واحدة على الأرض، بدأ هذا النظام في الضعف لكنه ما زال يعد عاصفة إعصارية في 13 نوفمبر عندما كان على وشك 100 كـم (62 ميل) جنوب - الجنوب الشرقي من اجارتالا (Agartala). ثم ضعفت العاصفة بسرعة إلى بقايا منطقة الضغط المنخفض جنوبًا إلى أسام في هذه الليلة.

## وصلات خارجية
- Data on Bangladesh disasters from NIRAPAD disaster response organisation
- On this day – liketelevision
- Islam Online – Disaster Victims
- East Pakistan - Cyclone Protection and Coastal Area Rehabilitation Project - البنك الدولي Archives